# Joseph Pézenas de Pluvinal
Cet article concerne le politicien. Pour la ville, voir Pézenas. Pour le vin, voir Pézenas (AOC).
Joseph, Gaspard, Emmanuel, Mathieu Pézenas de Pluvinal est un homme politique français né le 13 décembre 1754 à Avignon (Vaucluse), et mort à Paris (Seine), le 25 février 1841.

## Biographie
Joseph Gaspard Emmanuel Mathieu Pézenas de Pluvinal appartint à l'armée, et fut fait baron de l'Empire le 3 février 1813. Il était aussi membre du collège électoral du département de Vaucluse (département).
Chevalier de la Légion d'honneur, il était également chancelier de la 8e cohorte.

### Vie familiale
Emmanuel Mathieu Pézenas épousa Marie-Jeanne (° 24 avril 1754 ✝ mai 1815), fille aînée de François Clary (1725 ✝ 1794) et Gabrielle Fléchon (1732 ✝ 1758) et veuve de Louis Honoré Lejeans (1734 ✝ 1794), leur union resta sans postérité.
Le baron de Pluvinal était par conséquent le beau-frère, de Lazare Lejeans, de Antoine-Ignace Anthoine, de Joseph Bonaparte et du maréchal Bernadotte.

## Carrière politique
Élu, le 13 mai 1815, représentant à la Chambre des Cent-Jours par l'arrondissement d'Avignon, avec 62 voix (85 votants), contre 19 à M. Dupuy, il rentra dans la vie privée après cette courte législature (13 mai 1815 - 13 juillet 1815).

## Distinctions

### Titre
- Baron Pézenas de Pluvinal et de l'Empire (décret du 19 mars 1808, lettres patentes signées à Burgos le 22 novembre 1808).

### Décorations
- Officier de la Légion d'honneur.

### Armoiries
| Armoiries | Blasonnement |
| --------- | --- |
|           | Armes du baron Pézenas de Pluvinal et de l'Empire D'azur coupé d'un trait, chargé en chef d'un château à trois tours, donjonnées et sommées chacune d'un pavillon, le tout d'argent, soutenu d'une rivière du même et accompagné en chef de deux étoiles d'or ; au deuxième chargé d'un croissant d'argent sommé de trois épis du même, surmonté au deuxième point en chef d'un soleil rayonnant d'or (Clary ancien) ; franc-quartier des barons membres de collège électoral, brochant au neuvième de l'écu. - Livrées : les couleurs de l'écu. |